# Endrosa complutoides
Endrosa complutoides là một loài bướm đêm thuộc phân họ Arctiinae, họ Erebidae.